# Blue Flag (Manga)
Blue Flag (jap. 青のフラッグ Ao no Flag) ist eine Manga-Serie von Mangaka Kaito, die von 2017 bis 2020 in Japan erschien. Der romantische Manga wurde in mehrere Sprachen übersetzt und erzählt von den wechselseitigen, komplizierten Verliebtheiten zwischen Oberschülern in ihrem letzten Schuljahr.

## Inhalt
Im Abschlussjahr an der Oberschule kommt Taichi in eine neue Klasse. Seine Freunde aus den früheren Jahren sind in anderen Klassen. Doch hier trifft er Thoma wieder, den er aus der Grundschule kennt. Und er bemerkt die kleine, tollpatschige und schüchterne Futaba, die ihm zunächst unsympathisch ist. Dann treffen sie sich in der Bibliothek und Futaba schüttet Taichi ihr Herz aus: Sie ist in den sportlichen, allseits beliebten Thoma verliebt und bittet Taichi, ihr zu helfen. Er erklärt sich schließlich dazu bereit, weiß aber selbst kaum weiter. Denn dass er mit Thoma eng befreundet war, ist schon lange her, und nun sind sie sich fast fremd geworden. Bei ihren gemeinsamen Bemühungen lernt Taichi Futaba besser kennen und merkt, wie ähnlich sie sich doch sind. Bald fragt er sich, ob er sich nicht auch in sie verliebt hat. Während sie sich (wieder) mit Thoma anfreunden, ist auch Futabas Freundin Masumi oft dabei. Die wacht über Futaba und warnt Taichi, sie zu verletzen – da sie insgeheim in ihre beste Freundin verliebt ist. Auch Thoma ist heimlich verliebt, wie Masumi bald herausfindet: in seinen alten Freund Taichi, weswegen er sich nur zu gern wieder mit ihm angefreundet hat.

## Veröffentlichung
Die Serie erschien zunächst von Februar 2017 bis April 2020 im Online-Magazin Shōnen Jump Plus des Verlags Shūeisha. Dieser brachte die Kapitel auch gesammelt in acht Bänden heraus. Diese verkauften sich bis zu 20.000 Mal in der ersten Woche nach Veröffentlichung und gelangten so mehrfach in die Manga-Verkaufscharts.
Eine deutsche Übersetzung der Serie erschien von November 2018 bis April 2021 bei Carlsen Manga mit allen Bänden. Die Plattform Manga Plus brachte Blue Flag online in Englisch und Spanisch heraus, außerdem wurden Übersetzungen von Viz Media, Editorial Ivréa und Planet Manga veröffentlicht.